# 韓貞 (明朝)
韓貞（1509年—1585年），字以貞，號樂吾，揚州興化（今江蘇興化市）人。明代泰州學派的傳人。
正德四年己巳十月二十四日出生（1509年12月5日），陶匠出身，世代以鑄陶為業，自小失学，五岁能握芦管就地画字。十五歲，流行瘟疫，父染疾病死。朱恕授以《孝经》，韩贞从此开始学文。嘉靖十二年（1533年），朱恕引他至泰州安丰王艮门下深造。學成歸鄉，建有三門學堂，開班授課。嘉靖三十三年（1514年）大旱，韓貞賣掉學堂，得米数十斛，救济亲族鄉里。一生诸多善举。門人許子桂等編有《樂吾韓先生遺事》。